# Sacramento County
Sacramento County är ett county i delstaten Kalifornien, USA. Den administrativa huvudorten (county seat) är Sacramento.  
Countyfängelset Sacramento County Jail är uppmärksammat för att den så kallade Unabombaren, Theodore Kaczynski, satt där från juni 1997 till september 1997.

## Geografi
Enligt United States Census Bureau har countyt en total area på 2 578 km². 2 501 km² av arean är land och 77 km² är vatten. 

### Angränsande countyn
- San Joaquin County, Kalifornien - syd
- Contra Costa County, Kalifornien - sydväst
- Solano County, Kalifornien - väst
- Yolo County, Kalifornien - väst
- Sutter County, Kalifornien - nordväst
- Placer County, Kalifornien - nord
- El Dorado County, Kalifornien - öst
- Amador County, Kalifornien - öst